# Emmanuel retro en vivo
Emmanuel retro en vivo es el nombre del decimosexto álbum del cantante mexicano Emmanuel. Se lanzó al mercado por Universal Music el 18 de diciembre de 2007. Este disco conmemora 30 años de trayectoria, interpretando sus grandes éxitos en vivo durante dos de sus conciertos durante la primavera del año 2007 en el Auditorio Nacional de la Ciudad de México y la Arena Monterrey.

## Promoción y lanzamiento
«La chica de humo» en su versión en vivo es el primer sencillo promocional de este nuevo material. Este tema fue lanzado originalmente en 1989 en el álbum Quisiera. Retro está disponible en 2 formatos: CD con DVD, y en DVD solo.

## Lista de canciones
| CD  |                                                                          |                                                                             |          |  |
| N.º | Título                                                                   | Escritor(es)                                                                | Duración |  |
| 1.  | «La Chica De Humo - En Vivo Desde Auditorio Nacional, México/ 2007»      | Malavasi, María Lar                                                         | 5:38     |  |
| 2.  | «Todo Se Derrumbó - En Vivo Desde Auditorio Nacional, De México / 2007»  | Ana Magdalena, Manuel Alejandro                                             | 4:56     |  |
| 3.  | «La Vida Caminaba Sola - En Vivo Desde Auditorio Nacional, México/2007»  | T De Fato                                                                   | 4:33     |  |
| 4.  | «Tengo Mucho Que Aprender De Ti - En Vivo Desde La Arena Monterrey/2007» | Ana Magdalena, Manuel Alejandro                                             | 5:46     |  |
| 5.  | «Toda la vida- En Vivo Desde Auditorio Nacional, México/ 2007»           | Lucio Dalla, Luis Gómez Escolar                                             | 6:07     |  |
| 6.  | «Sentirme Vivo - En Vivo Desde Auditorio Nacional, México/2007»          | Gian Marco Javier, Zignago Alcóver                                          | 5:13     |  |
| 7.  | «Pobre Diablo - En Vivo Desde Auditorio Nacional, México/ 2007»          | Ana Magdalena, Manuel Alejandro                                             | 4:27     |  |
| 8.  | «La Última Luna - En Vivo Desde Auditorio Nacional, México/2007»         | Joaquín Sabina, Lucio Dalla                                                 | 5:48     |  |
| 9.  | «Detenedla Ya - En Vivo Desde Auditorio Nacional, México/ 2007»          | Manuel Alejandro, María Alejandra                                           | 4:05     |  |
| 10. | «Corazón De Melao - En Vivo Desde Auditorio Nacional, México/ 2007»      | José Antonio Rodríguez, Manuel Tejada                                       | 5:30     |  |
| 11. | «Brilla La Mar - En Vivo Desde Auditorio Nacional, México/ 2007»         | Alexander Hacha, Emmanuel Hacha                                             | 3:42     |  |
| 12. | «Solo - En Vivo Desde Auditorio Nacional, México/ 2007»                  | José María Cano Andres                                                      | 6:48     |  |
| 13. | «Quiero Dormir Cansado - En Vivo Desde Auditorio Nacional, México/2007»  | Ana Magdalena, Manuel Alejandro                                             | 3:58     |  |
| 14. | «Megamix - En Vivo Desde Auditorio Nacional, México/ 2007»               | Juan Luis Guerra, K.C. Porter, Lucio Dalla, Luis Gómez Escolar, M. Malavasi | 9:49     |  |

| DVD |                                  |          |  |
| N.º | Título                           | Duración |  |
| 1.  | «Intro/Tengo»                    |          |  |
| 2.  | «Que Sera»                       |          |  |
| 3.  | «Todo Se Derrumbo»               |          |  |
| 4.  | «Megamix»                        |          |  |
| 5.  | «Pobre Diablo»                   |          |  |
| 6.  | «Sentirme Vivo»                  |          |  |
| 7.  | «Quiero dormir cansado»          |          |  |
| 8.  | «La Chica de Humo»               |          |  |
| 9.  | «Detenedla Ya»                   |          |  |
| 10. | «La Última Luna»                 |          |  |
| 11. | «Tengo mucho que aprender de ti» |          |  |
| 12. | «Toda la vida»                   |          |  |
| 13. | «Corazón de melao»               |          |  |
| 14. | «Solo»                           |          |  |

## Certificaciones
| País              | Certificación       | Ventas  |
| ----------------- | ------------------- | ------- |
| México (AMPROFON) | 2× Platino & 1× Oro | 250,000 |

- Ventas basadas únicamente en la certificación.